# Nani Shahirah Maryata
Nani Shahirah Maryata (* 20. Mai 2001) ist eine malaysische Leichtathletin, die sich auf das Kugelstoßen spezialisiert hat und aktuell Inhaberin des Landesrekordes ist.

## Sportliche Laufbahn
Erste internationale Erfahrungen bei internationalen Meisterschaften sammelte Nani Shahirah Maryata im Jahr 2017, als sie bei den Jugendasienmeisterschaften in Bangkok mit 14,18 m den vierten Platz im Kugelstoßen belegte und im Diskuswurf mit 38,85 m auf Rang sieben gelangte. 2023 gewann sie bei den Südostasienspielen in Phnom Penh mit 14,44 m die Bronzemedaille hinter der Thailänderin Areerat Intadis und Eki Febri Ekawati aus Indonesien. Anschließend gelangte sie bei den Asienmeisterschaften in Bangkok mit 14,92 m auf Rang zehn. Im Jahr darauf stellte sie in Kangar mit 15,39 m einen Landesrekord auf und 2025 belegte sie bei den Asienmeisterschaften in Gumi mit 15,06 m den neunten Platz. Anschließend verpasste sie bei den World University Games in Bochum mit 14,57 m den Finaleinzug.
In den Jahren 2022 und 2024 wurde Maryata malaysische Meisterin im Kugelstoßen.

## Persönliche Bestleistungen
- Kugelstoßen: 15,39 m, 12. Oktober 2024 in Kangar
- Diskuswurf: 40,77 m, 18. März 2018 in Kuala Lumpur